# فولك

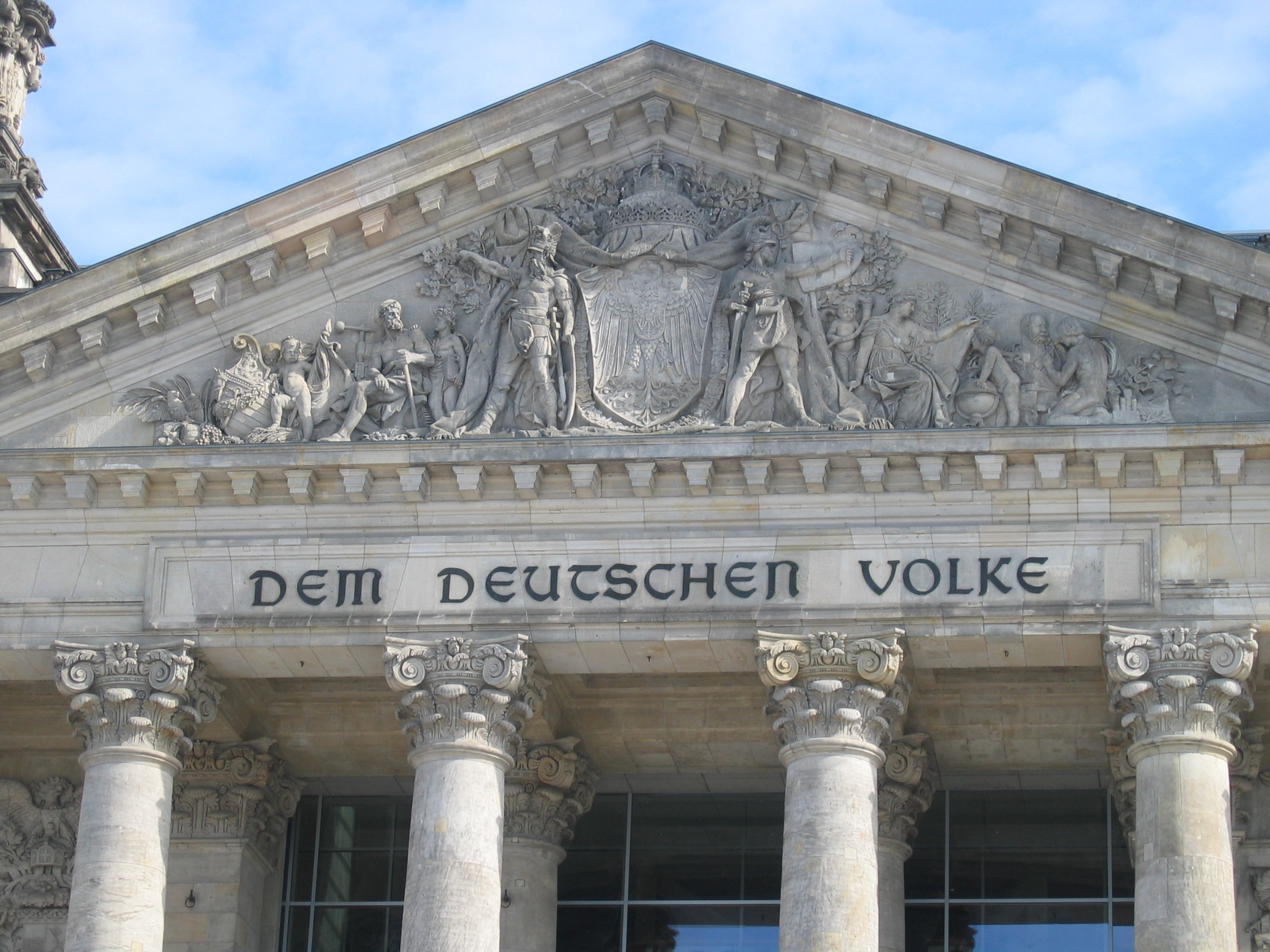
Dem deutschen Volke - للشعب الألماني، التفاني في مبنى الرايخستاغ في برلين.

يُترجم الاسم الألماني فولك إلى أشخاص، كلاهما لا يُحصى بمعنى الناس في الحشد، ويمكن عدة (الجمع فولكش) بمعنى شعب كما في مجموعة عرقية أو أمة (قارن المصطلح الإنجليزي الشعبي).
في سياق اللغة الإنجليزية، تعتبر الكلمة الألمانية ذات أهمية في المقام الأول لاستخدامها في الفلسفة الألمانية، كما هو الحال في «الروح الوطنية» في فولكسسيلي والقومية الألمانية (ولا سيما الصفة المشتقة فولكيش «القومية والعرقية»).

## علم أصول الكلمات
أستخدم مصطلح فولك في فترة العصور الوسطى كان له المعنى الأساسي لـ "حشد كبير، الجيش"، في حين تم التعبير عن المعنى العام "للسكان" أو "الناس" عن طريق النظام الغذائي (الصفة دويتش ").

## الهوية الوطنية الألمانية

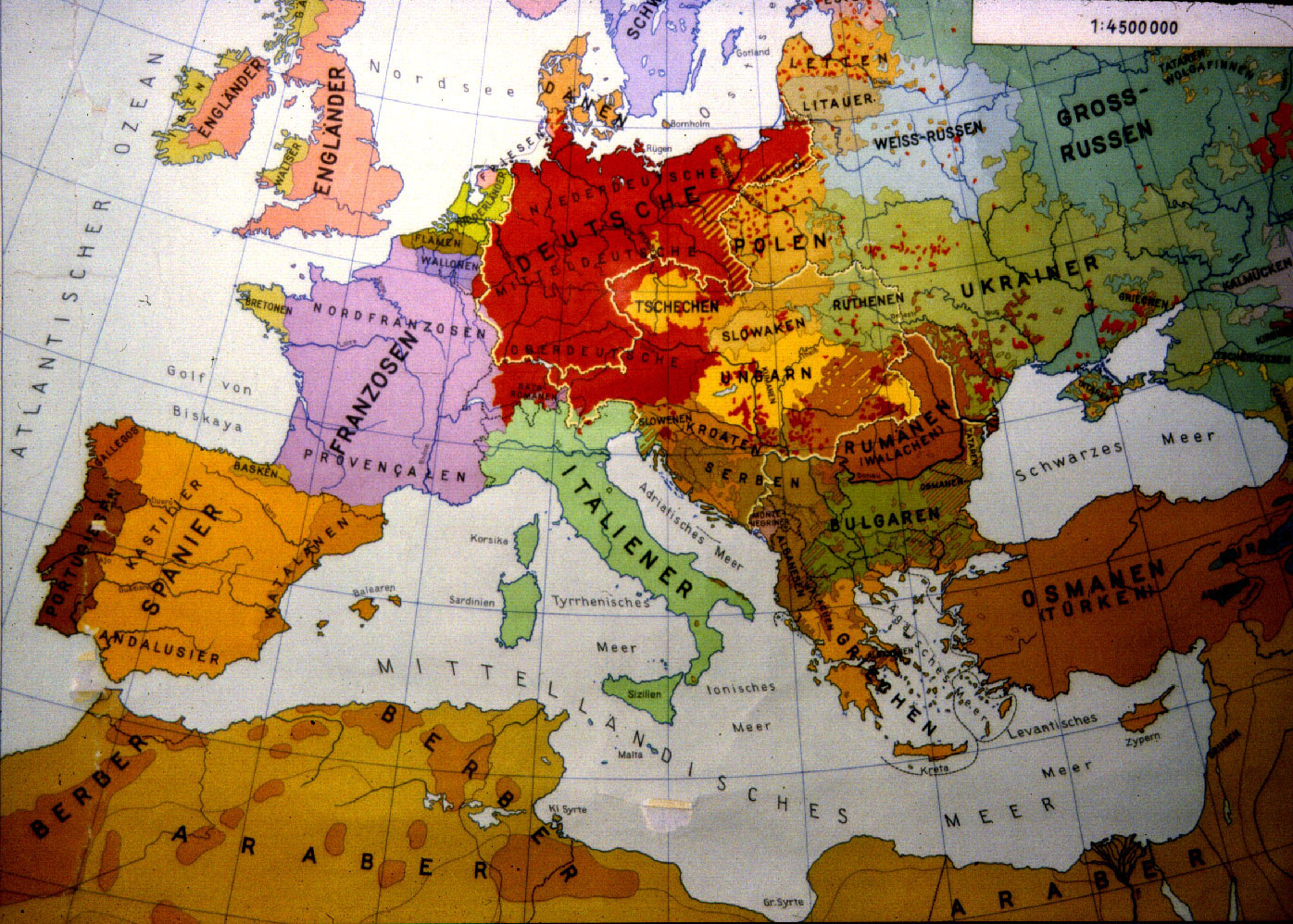
1914 خريطة عرقية، بعد إنشاء دولة قومية ألمانية دون المناطق العرقية الألمانية في النمسا.

في الفلسفة الألمانية في أواخر القرنين الثامن عشر والتاسع عشر، يتم استخدام Volksgeist بمعنى «الروح الوطنية»، ليس بالضرورة في إشارة إلى الأمة الألمانية، ولكن لا يزال مرتبطًا بقوة بتطور الهوية الوطنية الألمانية في أعقاب الانحلال للإمبراطورية الرومانية المقدسة.
نشأت حركة فولكيش في هذا الوقت، وافترحت تشكيل دولة قومية ألمانية كحل «للمسألة الألمانية». سأل يوهان غوتليب فيشت في عناوين الأمة الألمانية، المنشور أثناء الحروب النابليونية من عام 1808 فصاعدًا، في العنوان الثامن، «ما هو فولك، بالمعنى الأعلى للكلمة، وما هو حب الوطن؟،» أجاب أنه لا يمكن إلا أن تكون«الطبيعة الروحية المعينة للبيئة البشرية التي نشأ منها بنفسه، مع كل فكره وعمله... أي الأشخاص الذين ينحدرون منه ومن بينهم تشكلت ونمت إلى ما هو عليه». جمعت الحركة بين الاهتمام الوطني العاطفي بالفولكلور الألماني والتاريخ المحلي والشعبية المعادية للحضارة «مع العودة إلى الأرض» مع العديد من المتوازيات مع تعبيرات القومية الرومانسية في أجزاء أخرى من أوروبا، مثل كتابات ويليام موريس. ولاحظ نيكولز أن «هذه الأيديولوجية كانت في جزء منها ثورة ضد الحداثة».

## العصر النازي
أدان هتلر في كفاحي استخدام كلمة völkisch لأنه اعتبرها غامضة للغاية بحيث لا تحمل أي معنى يمكن التعرف عليه بسبب إستخدامها المفرط شابقا، [بحاجة لرقم الصفحة] على الرغم من أنه استخدمها في كثير من الأحيان، خاصة فيما يتعلق بالألمان العرقيين أو فولكس دويتشه.
خلال سنوات الرايخ الثالث، أصبح مصطلح فولك يستخدم بكثافة في الشعارات السياسية القومية، [بحاجة لمصدر] خاصة في الشعارات مثل Volk ohne Raum — «(أ) شعب أو العرق بدون مساحة» أو فولكشر بيوباختر («رقابة شعبية أو عرقية»)، صحيفة الحزب النازي. أيضا الشعار السياسي عين الفولك، عين الرايخ، عين الفوهرر («أمة واحدة أو عرق، عالم واحد، زعيم واحد»)؛ الكلمة المركبة Herrenvolk، وترجمتها «العرق الرئيسي»؛ ومصطلح Volksgemeinschaft، يُترجم إلى «شتات ألماني».
مصطلح فولك، في رؤية النازيين، كان لديه مجموعة واسعة من المعاني، وأشار أحيانًا إلى مجمل الأمة الألمانية وأحيانًا أخرى إلى عرق الشمال. في كتابات المفكرين النازيين البارزين، مثل ألفريد روزنبرغ وهانز جوينتر العديد من فولك أو «الشعوب» شكلوا Rasse أو «العرق»، لذلك لا يشير هذان المصطلحان دائمًا إلى نفس المفهوم.